# Bianca (Pokémon)
Bianca is een personage uit de Pokémon-anime. Ze is een rivaal van Ash Ketchum. Haar eerste verschijning was in de dertiende aflevering van de Pokémon: Black & White series in Aflevering 672: Minccino, Schoon en Netjes!.

## Biografie en verhaal
Bianca is een ervaren Pokemon trainer en is nieuwe trainer die nog veel van Pokémon moet leren. Tijdens Pokémon: Black & White, begint ze te reizen door Unova, waar ze kennismaakt met Ash Ketchum en er ontwikkelt zich een rivaliteit tussen hen. Ze is ook de assistent van Professor Juniper. Bianca heeft 3 badges uit de Unova regio.

## Alle Pokémon van Bianca
De Pokémon van Bianca in volgorde van vangst.

#### Unova
- (Tepig >) Pignite > Emboar
- Minccino
- Shelmet (Bianca heeft Shelmet niet meer omdat ze hem had geruild met Professor Juniper voor Karrablast.)
- Karrablast > Escavalier

## Toernooien
Bianca heeft aan verschillende Pokémontoernooien en Pokémonwedstrijden meegedaan. Bianca deed aan alle toernooien en wedstrijden mee met haar eigen Pokémon.

### Pokémontoernooien
- Nimbasa Town Pokémon Club Gevecht - Verloren van Stephan in de voorrondes.

## Prijzen
Badges:
Unova Regio: 3 nog onbekende badges.